# Graziano Marini
Graziano Marini (* 27. März 1957 in Todi) ist ein italienischer Maler, Glasmaler, Mosaikkünstler, Keramiker, Bildhauer und Kurator.

## Leben und Werk
Aufgewachsen in Todi im kulturellen Klima der 70er Jahre, war er schon früh kreativ, entschloss sich aber, anstelle eine Kunstschule zu besuchen, die Malerei lieber in der Werkstatt eines Meisters zu lernen. Daher ging er 1975 bei Piero Dorazio in die Lehre, dessen Assistent er wurde und mit dem ihn eine lebenslange Freundschaft verband. In der Folgezeit war er auch in den Ateliers einiger anderer großer Künstler wie Emilio Vedova, Luigi Veronesi, Giuseppe Santomaso, Fausto Melotti, Nino Fran, Giulio Turcato und Nick Carone tätig.
Im Auftrage Antonio Prestis gestaltete er 1996 zusammen mit Piero Dorazio den La stanza della pittura genannten Kunstraum des Ateliers sul Mare des Castels di Tusa.
Seine Ölgemälde sind sowohl von abstrakter italienischer Kunst als auch vom Konkretismus inspiriert. Die Moden des Augenblicks betrachtet er als ein bloßes Nebenprodukt der Tradition der modernen Malerei.
Neben seiner malenden Tätigkeit ist er Organisator zahlreicher Kunstveranstaltungen zur Unterstützung junger italienischer Künstler.

## Werke in öffentlichen Sammlungen
- Im Skulpturengarten La Serpara, bei Orvieto[3]
- Mosaik, „Metro Arte Roma“, 1997[4]